# オブ・モントリオール
オブ・モントリオール（英: of Montreal）は、アメリカ合衆国のロックバンド。1996年、ジョージア州アセンズでフロントマン・ソングライターのケヴィン・バーンズを中心に結成。1997年にアルバム『チェリー・ピール』でデビューして以降、2020年現在までに16枚のスタジオアルバムを発表している。同郷のバンド、アップルズ・イン・ステレオやエルフ・パワー等と共に音楽サークル/レーベル「エレファント6」に参加するバンドの1つでもある。

## 来歴
1996年、ジョージア州アセンズでフロントマン・ソングライターのケヴィン・バーンズを中心に結成される。
1997年にアルバム『チェリー・ピール』でデビュー。
2007年、8作目のアルバム『Hissing Fauna, Are You the Destroyer?』が批評家から高く評価され、世界的に広く知られるようになる。
2015年6月3日から日本ツアー『of Montreal Japan Tour 2015』を開催 。

## 音楽性
結成以来の中心人物であるケヴィン・バーンズが全ての曲を作曲しており、ビートルズやビーチ・ボーイズから影響を受けたサイケデリック・ポップを基盤としつつもデヴィッド・ボウイやプリンスからの影響も大きく、エレクトロニカ、アフロビート、グラムロック、リズム・アンド・ブルース、ファンクなど多彩なジャンルの要素が混在している。
様々な影響を取り入れて音楽性を変化させ続けてきた為にメンバーの脱退も多く、ほぼケヴィン・バーンズ1人で制作した作品も存在する。ライブではケヴィン・バーンズが演劇やコメディの要素を取り入れた奇抜なパフォーマンスを披露し、かつてステージ上で馬に乗る、全裸になる等のパフォーマンスを行った。また、ケヴィン・バーンズの弟であるデイヴィッド・バーンズはアートワークを手掛けている。

## メンバー

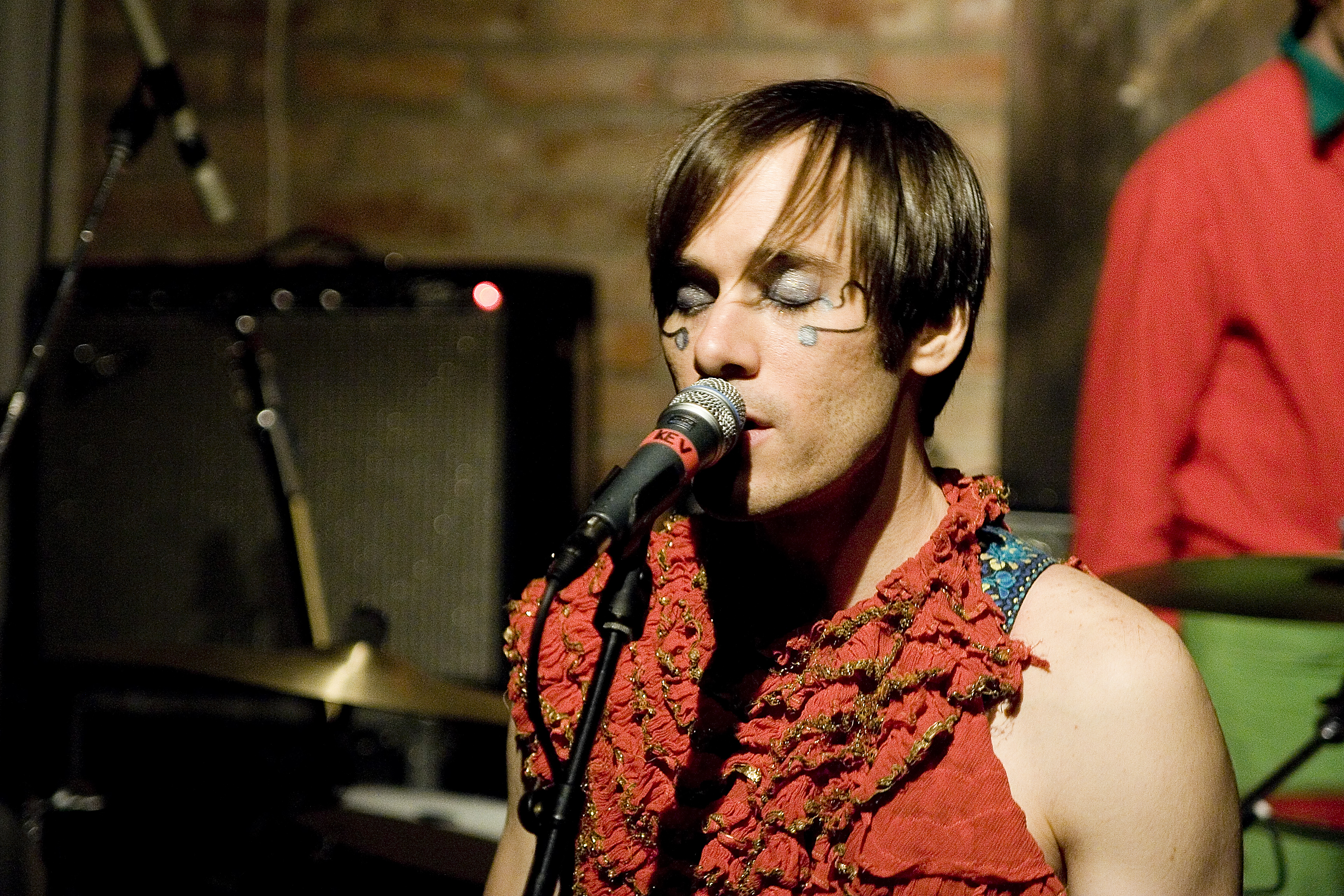
フロントマンのケヴィン・バーンズ

※担当楽器は固定されておらず、しばしば使用楽器を変えている。
- ケヴィン・バーンズ（英: Kevin Barnes）：ボーカル、ギター
- ベネット・ルイス（英: Bennett Lewis）：ギター
- ボブ・パーリンズ（英: Bob Parins）：ベース
- ジョジョ・グライドウェル（英: Jojo Glidewell）：キーボード
- クレイトン・ライクリク（英: Clayton Rychlik）：ドラムス

### 旧メンバー
※ツアーメンバー・レコーディング参加のみのメンバーも含む
- Bryan Poole（英: Bryan Poole）：ギター
- Derek Almstead（英: Derek Almstead）：ドラムス、ベース
- Dottie Alexander（英: Dottie Alexander）：キーボード
- James Huggins（英: James Huggins）：ドラムス
- Andy Gonzalez
- ジェイソン・ネスミス（英: Jason NeSmith）
- Nina Grøttland

2003年にケヴィン・バーンズと結婚。
- Matt Dawson
- Davey Pierce：ベース
- アーメッド・ガラブ（英: Ahmed Gallab）：ドラム
- マット・チェンバレン
- Nicolas Dobbratz：ギター
- セイヤー・サラーノ（英: Thayer Sarrano）
- レベッカ・キャッシュ（英: Rebecca Cash）
- ジュリアン・コスター（英: Julian Koster）
- Kishi Bashi[9]：ギター、ヴァイオリン
- Zac Colwell[9]：ギター、フルート
- Rebecca Cash ： ボーカル、キーボード、ベース、パーカッション (2013–2014)
- Bob Parins ： ベース (2013-2015)
- Bennett Dean Lewis ： キーボード、ギター (2013–2015)

## ディスコグラフィ

### スタジオ・アルバム
| 発売日                           | タイトル | レーベル                                    |
| -------------------------------- | --- | ------------------------------------------- |
| ：1997年6月15日 ：1999年9月24日  | Cherry Peel チェリー・ピール | Bar/None Records パルコ                     |
| ：1998年 ：1999年8月21日         | The Bedside Drama: A Petite Tragedy ベットサイドの小さな悲劇                                                                                | Kindercore Records フィルターレコード       |
| ：1999年2月16日 ：1999年5月22日  | The Gay Parade ゲイ・パレード | Bar/None Records QUATTRO DISC               |
| ：2001年4月23日 ：2001年4月11日  | Coquelicot Asleep in the Poppies: A Variety of Whimsical Verse ココリコ・アスリープ・イン・ザ・ポピーズ〜オブ・モントリオールの奇想天外劇場 | Kindercore Records フィルターレコード       |
| ：2002年9月24日                  | Aldhils Arboretum | Kindercore Records                          |
| ：2004年4月6日 ：2004年3月24日   | Satanic Panic in the Attic サタニック・パニック・イン・ジ・アティック                                                                       | ポリヴァイナル・レコーズ フィルターレコード |
| ：2005年4月12日 ：2005年2月23日  | The Sunlandic Twins サンラディック・ツインズ                                                                                                | ポリヴァイナル・レコーズ フィルターレコード |
| ：2007年1月23日 ：2007年10月24日 | Hissing Fauna, Are You the Destroyer? ヒシング・ファウナ・アー・ユー・ディストロイヤー                                                      | ポリヴァイナル・レコーズ Bad News Records   |
| ：2008年10月21日 ：2009年2月18日 | Skeletal Lamping スケルタル・ランピング | ポリヴァイナル・レコーズ KSR                |
| ：2010年9月14日                  | False Priest | ポリヴァイナル・レコーズ                    |
| ：2012年2月7日                   | Paralytic Stalks | ポリヴァイナル・レコーズ                    |
| ：2013年10月8日 ：2013年10月2日  | Lousy with Sylvianbriar ロウジー・ウィズ・シルヴィアンブライアー                                                                            | ポリヴァイナル・レコーズ Pヴァイン          |
| ：2015年3月3日 ：2015年2月25日   | Aureate Gloom オーリエイト・グルーム | ポリヴァイナル・レコーズ MOORWORKS          |
| ：2016年8月12日                  | Innocence Reaches | ポリヴァイナル・レコーズ                    |
| ：2018年3月9日                   | White Is Relic/Irrealis Mood | ポリヴァイナル・レコーズ                    |
| ：2020年1月17日                  | Ur Fun | ポリヴァイナル・レコーズ                    |

## 来日公演
- 2000年
  - 7月30日 京都 CLUB METRO
- 2005年
  - 10月9日 福岡 VooDooLounge
  - 10月10日 京都 京都大学西部講堂 (ボロフェスタ])
  - 10月11日 大阪 梅田クラブNOON
  - 10月12日 名古屋 ell FITSALL
  - 10月13日 東京 渋谷O-WEST
- 2009年
  - 3月10日 大阪 心斎橋クラブクアトロ
  - 3月12日 東京 渋谷 duo music exchange
- 2013年
  - 6月2日 長野 - TAICOCLUB 2013
- 2014年
  - 1月28日 東京 渋谷O-WEST
  - 1月29日 大阪 CONPASS
  - 1月30日 名古屋 APOLLO THETER
  - 1月31日 東京 TSUTAYA O-Nest
- 2015年
  - 6月2日 東京 TSUTAYA O-Nest
  - 6月3日 静岡 浜松 G-SIDE
  - 6月4日 徳島 club GRINDHOUSE
  - 6月5日 福岡 INSA
  - 6月6日 大阪 Rock Star Hotel
  - 6月6日 大阪 地下一階
  - 6月7日 石川 金沢 AFTER HOURS
  - 6月8日 長野 松本 give me little more
  - 6月9日 宮城 仙台
  - 6月10日 東京 渋谷 TSUTAYA O-nest
- 2016年
  - 8月19日 大阪 地下一階
  - 8月20日 兵庫 三田 アスレチック - One Music Camp
  - 8月21日 神戸 Helluva Lounge
  - 8月22日 東京 渋谷 TSUTAYA O-NEST
  - 8月23日 東京 渋谷 TSUTAYA O-NEST
- 2018年
  - 9月16日 広島 Banquet Space 092
  - 9月17日 大阪 Cafe & Bar "fun-11"
  - 9月18日 名古屋 得三 TOKUZO
  - 9月19日 名古屋 k.d.japon
  - 9月20日 東京 渋谷 TSUTAYA O-NEST
  - 9月21日 東京 渋谷 TSUTAYA O-NEST
  - 9月22日 長野 松本 - りんご音楽祭
  - 9月23日 山形 長井 - ぼくらの文楽
  - 9月24日 埼玉 大宮 Bekkan
  - 9月24日 埼玉 大宮 Hisomine